# Берлинская конференция (1880)
Берлинская конференция — состоявшееся в Берлине летом 1880 года совещание уполномоченных европейских держав по вопросу о регулировании греко-турецкой границы.

## Повестка
Конференция состоялась, когда окончательно выяснилось, что переговоры между Грецией и Османской империей не приведут к удовлетворительным результатам.

## Участники
Россия была представлена послом П. А. Сабуровым и полковником Г. И. Бобриковым, уполномоченными Великобритании явились лорд Одо Расселл и генерал Линторп Симонс, Германии — князь Гогенлоэ-Шиллингсфюрст и полковник Блюме, Австро-Венгрии — граф Сеченьи, генеральный консул Звединек и полковник Рипп, Франции — граф С.-Валлье и полковник Перье, Италии — граф де Лоне и генерал Сирони. Председателем конференции был избран князь Гогенлоэ, а отдельных совещаний лиц, прикомандированных к главным уполномоченным, — полковник Блюме. Уполномоченные Греции и Турции к участию в конференции допущены не были, почему османское правительство и заявило, что решения Конференции не считает для себя обязательными.

## Решение
Греческий посланник Браилас передал конференции меморандум, в котором предлагались основания новой греко-турецкой границы. Результатом совещаний Конференции было принятие предложенной французским уполномоченным пограничной линии (от устья реки Мауролонгос до реки Каламас). Утверждение этого решения последовало 1 июля, после того, как уполномоченными была совместно выработана коллективная нота к греческому и оттоманскому правительствам.

## Отношение споривших сторон
Решение Конференции было принято Афинами, но отклонено Стамбулом, и окончательное улаживание пограничного спора между обоими государствами последовало лишь в следующем 1881 году.